# Michael Foale
Anglický fyzik Colin Michael Foale (* 6. ledna 1957 v Louthu, Lincolnshire, Anglie, ) je od srpna 1987 astronautem NASA. Má za sebou šest kosmických letů včetně pětiměsíčního pobytu na orbitální stanici Mir a půlroční mise na Mezinárodní vesmírné stanici (ISS). Celkem strávil ve vesmíru 373 dní, 18 hodin 23 minut.

## Život

### Mládí
Michael Foale se narodil ve městě Louth ve východní Anglii, jeho matka byla Američanka, proto má dvojí občanství. Dětství a mládí prožil v anglické Cambridgi. Po ukončení střední školy (roku 1975) studoval fyziku na Královské koleji Univerzity v Cambridgi, roku 1982 získal titul bakaláře, roku 1987 titul doktora (Ph.D.) v oblasti astrofyziky. Roku 1982 se přestěhoval do texaského Houstonu, kde pracoval ve společnosti McDonnell Douglas na problémech navigace Shuttlů, o rok později přešel do Johnsonova vesmírného střediska NASA.

### Astronaut
Zúčastnil se 10. náboru astronautů NASA v letech 1983 – 1984, ale neúspěšně. Na druhý pokus, ve 12. náboru už uspěl a 17. srpna 1987 byl začleněn do oddílu astronautů NASA. Po ročním kurzu všeobecné kosmické přípravy získal kvalifikaci letového specialisty.
Byl zařazen do posádky letu STS-45. Do vesmíru odstartoval na palubě raketoplánu Atlantis 24. března 1992. Raketoplán přistál po 8 dnech, 22 hodinách a 10 minutách letu 2. dubna 1992.

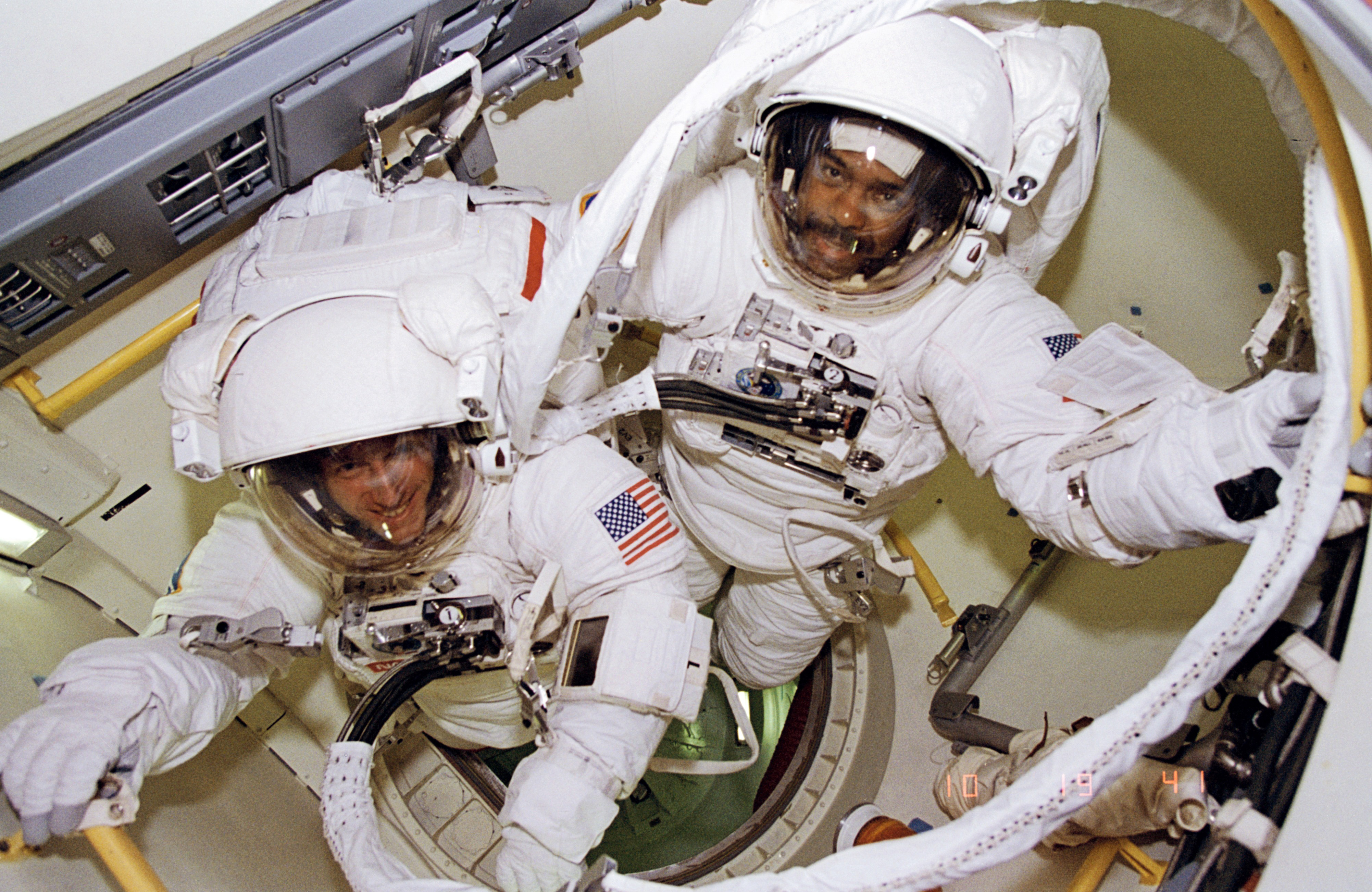
Bernard Harris a Michael Foale (vlevo) jsou připraveni na vesmírnou vycházku. Raketoplán Discovery, 9. února 1995.

Ve dnech 8. – 17. dubna 1993 pobýval ve vesmíru podruhé. Mise STS-56 raketoplánu Discovery trvala 9 dní, 6 hodin a 9 minut.
Potřetí vzlétl do vesmíru opět na palubě raketoplánu Discovery při letu STS-63 ve dnech 3. až 11. února 1995. Raketoplán se setkal se stanicí Mir, přiblížil se na 11,3 metrů. Během letu Foale vystoupil do vesmíru 4 hodiny a 39 minut.
Od roku 1995 byli do základních posádek Miru začleněni i američtí astronauti. Roku 1997 se k nim zařadil i Foale. Dne 15. května 1997 odstartoval v raketoplánu Atlantis (let STS-84), od 17. května už žil na Miru. Na Zem jej přivezl raketoplán Atlantis při následující misi STS-86. Foale strávil při tomto letu ve vesmíru do přistání 6. října 1987 144 dnů, 13 hodin a 49 minut.
Ve dnech 20. až 28. prosince 1999 se zúčastnil servisního letu Discovery k Hubbleovu teleskopu. Během mise STS-103 Foale vystoupil do vesmíru na 8 hodin a 10 minut.

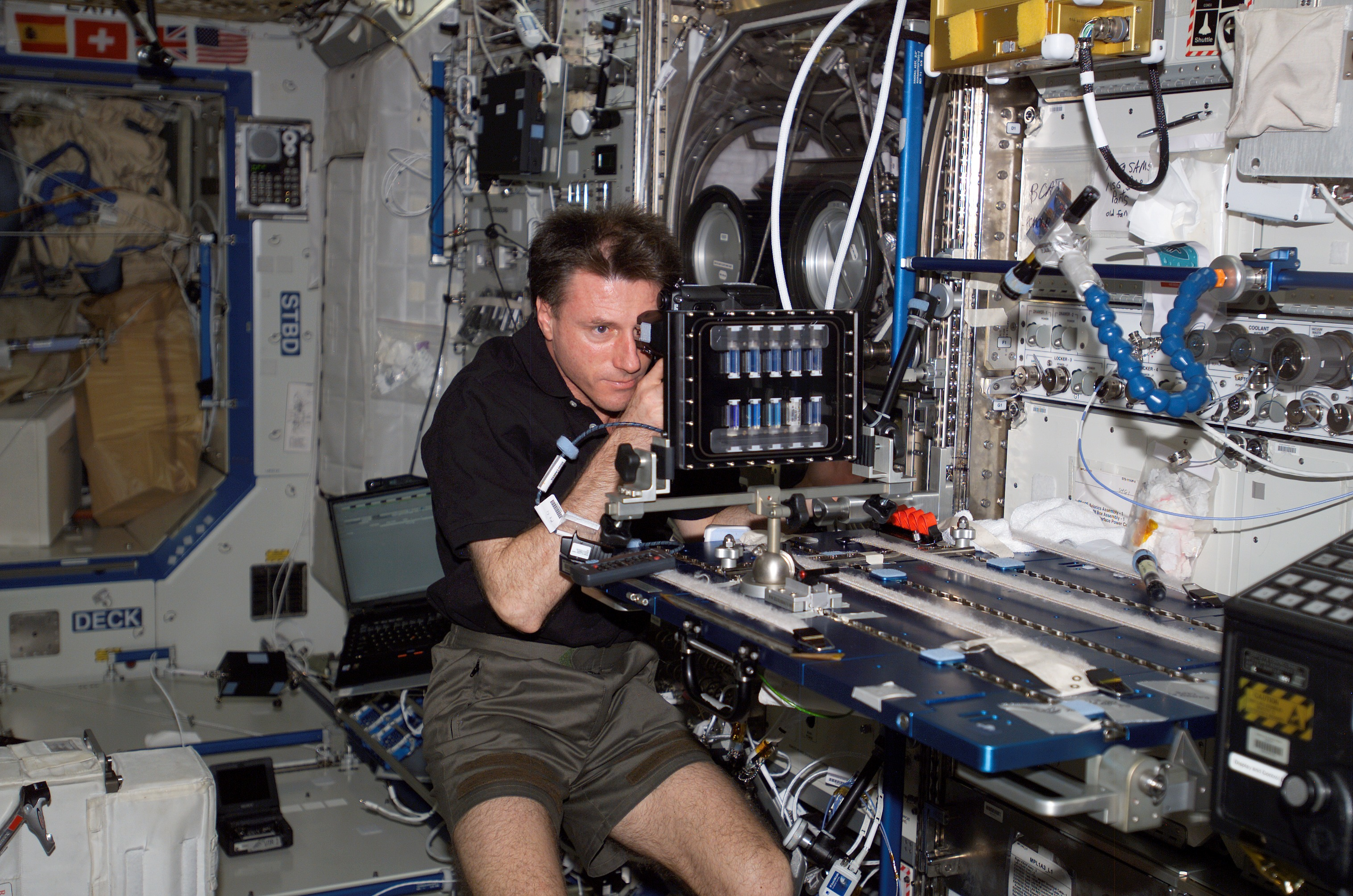
Foale pracuje na ISS (modul Destiny).

V březnu 2001 byl jmenován velitelem hlavní posádky Expedice 8 na ISS. Po havárii Columbie byl současně jmenován velitelem zálohy pro Expedici 7.
Pošesté vzlétl do vesmíru 18. října 2003 v ruském Sojuzu TMA-3. Na ISS pracoval společně s Alexandrem Kalerim. Během pobytu na ISS jednou vystoupil do vesmíru na necelé čtyři hodiny. Dvojice Foale, Kaleri přistála 30. dubna 2004 po 194 dnech, 18 hodinách a 33 minutách letu.
V listopadu 2004 postoupil z postu zástupce ředitele Johnsonova vesmírného střediska pro technické otázky na místo náměstka ředitele NASA pro vědecké programy. Náměstkem ředitele NASA byl do dubna 2006.
Michael Foale je ženatý, má dvě děti.